# Papa Gregorio XVI
Papa Gregorio XVI, in latino: Gregorius PP. XVI, al secolo Bartolomeo Alberto (in religione Mauro) Cappellari (Belluno, 18 settembre 1765 – Roma, 1º giugno 1846), è stato il 254º vescovo di Roma e papa della Chiesa cattolica dal 2 febbraio 1831 alla morte; apparteneva alla Congregazione camaldolese dell'Ordine di San Benedetto.
Gregorio XVI è il primo papa a essere stato immortalato in un dagherrotipo. Il pontefice, mentre si trovava in visita a Tivoli il 2 ottobre 1845, volle «assistere agli esperimenti fisici della luce elettrica, del telegrafo elettrico, e della macchina elettro-meccanica» condotti dall'abate e scienziato Vittorio della Rovere. «Presentatigli vari lavori in dagherrotipo eseguiti in questi ultimi giorni, due ne prescelse singolarmente, l'uno che rappresentava i cunicoli del Monte Catillo, e l'altro ove era ritratto il bellissimo arco di ferro dei signori Garlandi e Graziosi eretto a Sua Santità. Ma pose il colmo alla degnazione quando acconsentì di lasciarsi ritrarre egli stesso, e solo, e con appresso il Vescovo Diocesano, il R.do Padre Generale della Compagnia di Gesù, e vari Principi e Prelati che gli facevan corteggio». I due dagherrotipi raffiguranti il pontefice, successivamente, vennero citati numerose volte in testi specifici sulla fotografia, ma il sistema archivistico-museale della Santa Sede non possiede tali opere, delle quali attualmente non si conosce l'ubicazione e non è neanche sicuro che esistano ancora.

## Biografia
Bartolomeo Alberto Cappellari nacque il 18 settembre 1765 a Mussoi, oggi sobborgo di Belluno, nella casa di campagna di famiglia. Il giorno successivo venne battezzato nella vicina parrocchia di Bolzano Bellunese dallo zio, don Antonio Cappellari. Era l'ultimo dei cinque figli di Giovanni Battista Cappellari e di sua moglie Giulia Cesa, l'uno notaio e l'altra figlia di notaio, entrambi membri della piccola nobiltà bellunese. La famiglia Cappellari, nota in città dalla metà del XVI secolo, era stata aggregata al locale Consiglio nobile nel 1670. Tradizionalmente i suoi membri si distinguevano nelle professioni liberali, ma qualcuno aveva abbracciato la vita consacrata.
Iniziò gli studi con Giovanni Carrera, un canonico di Belluno, e pare che la sua vocazione fosse nata intorno ai quindici anni, quando vide la sorella Caterina entrare in un convento di monache cistercensi. Il 23 agosto 1783 Bartolomeo entrò a far parte della congregazione dei camaldolesi del monastero di San Michele in Isola, presso Murano. Assunto il nome religioso di Mauro si distinse rapidamente per i suoi conseguimenti teologici e linguistici. A partire dal 1790 insegnò filosofia e scienze presso lo stesso monastero.
Il suo primo contatto con i fedeli avvenne nel 1799 quando pubblicò un lavoro contro i giansenisti italiani, intitolato Il trionfo della Santa Sede e della Chiesa: contro gli assalti dei novatori combattuti e respinti colle stesse loro armi, il quale, oltre a essere pubblicato in diverse edizioni in Italia, venne tradotto in diverse lingue europee. Nel 1800 divenne membro dell'Accademia della Religione Cattolica, fondata dal papa Pio VII, alla quale contribuì con diverse memorie su questioni teologiche e filosofiche, mentre, nel 1805, venne nominato abate di San Gregorio al Celio.
Quando, a seguito dell'occupazione napoleonica, Pio VII venne portato via da Roma, nel 1809, Cappellari si ritirò a Murano, vicino a Venezia, e, nel 1814, con alcuni membri del suo ordine si mosse verso Padova. Caduto Napoleone, poco dopo la restaurazione del Papa venne richiamato a Roma, dove ricevette le nomine a vicario generale dei camaldolesi, consigliere dell'Inquisizione, prefetto della congregazione Propaganda Fide ed esaminatore dei vescovi.
Il 21 marzo 1825 fu creato cardinale da papa Leone XII, e, poco dopo, gli venne affidata l'importante missione di regolare un concordato riguardante gli interessi dei protestanti dei Regno Unito dei Paesi Bassi e dei cattolici (concentrati al Sud), dove lavorò alacremente e con successo. Il concordato fu firmato nel 1827 e fu importante soprattutto per le province meridionali dove, a parte l'arcidiocesi di Malines, tutte le diocesi erano vacanti. Tale concordato fu però importante anche per le province settentrionali in quanto il concordato prevedeva il ristabilimento della diocesi di 's-Hertogenbosch e l'erezione di una diocesi cattolica ad Amsterdam, dopo che per secoli il culto cattolico vi era stato proibito. Tuttavia, a causa della rivoluzione del 1830 che portò alla nascita di un nuovo Stato, il Belgio, il concordato ebbe vita breve. Alcune disposizioni rimasero comunque in vigore e permisero nel 1853 l'effettivo ristabilimento della gerarchia ecclesiastica cattolica nei Paesi Bassi (con il breve apostolico Ex qua die di papa Pio IX), anche grazie all'atteggiamento benevolo di re Guglielmo III.

### Il pontificato
Il 2 febbraio 1831, dopo cinquantun giorni di conclave (e sessantaquattro di sede vacante dalla morte di Pio VIII), il cardinale Cappellari fu inaspettatamente eletto papa. Quell'anno anche lo Stato Pontificio fu attraversato dai moti che si erano diffusi in tutta la penisola. A Bologna fu proclamata la nascita delle Province Unite Italiane. Gli insorti dichiararono la secessione delle Legazioni di Bologna, Ferrara, Forlì e Ravenna. Per sedare le rivolte e riportare l'ordine sociale la Santa Sede dovette chiedere l'intervento dell'esercito austriaco al comando del generale Johann Frimont che in breve ebbe ragione delle forze improvvisate del generale Carlo Zucchi.
Negli anni seguenti il governo rimandò continuamente le promesse di riforma; la sostituzione di Tommaso Bernetti con Luigi Lambruschini come segretario di Stato nel 1836 non migliorò le cose. Anche sul piano economico cercò di stimolare miglioramenti, ad esempio autorizzando la nascita della Cassa dei Risparmi di Forlì (con il rescritto del 3 giugno 1839), nel pieno di quel territorio romagnolo che si era dimostrato molto turbolento pochi anni prima.

A Gregorio XVI viene erroneamente attribuita la frase Chemin de fer, chemin d'enfer ("La ferrovia è la strada per l'inferno"), che non pronunciò mai. Tuttavia, papa Cappellari non era contrario alle ferrovie ma, semplicemente, non ne autorizzò la costruzione. Una commissione per studiare l'eventuale realizzazione della ferrovia nello Stato Pontificio venne infatti istituita proprio da Gregorio XVI nel 1840, ma i progetti presentati risultarono svantaggiosi. Lo Stato, infatti, non aveva né il ferro né il carbone, risorse che si sarebbero dovute reperire all'estero, né disponeva della tecnologia necessaria. La commissione concluse che i costi sarebbero stati altissimi, specialmente per le magre finanze romane. Gregorio XVI, tuttavia, disse che sicuramente il suo successore avrebbe dovuto mettere mano alla faccenda. Pio IX, anni dopo, realizzò all'interno dello Stato Pontificio una delle prime reti ferroviarie italiane. Le pessime condizioni finanziarie in cui Gregorio XVI lasciò gli Stati della Chiesa furono in parte dovute a ingenti spese in opere architettoniche e di ingegneria e al suo munifico patrocinio della cultura nelle persone di Angelo Mai, Giuseppe Mezzofanti, Gaetano Moroni e altri.

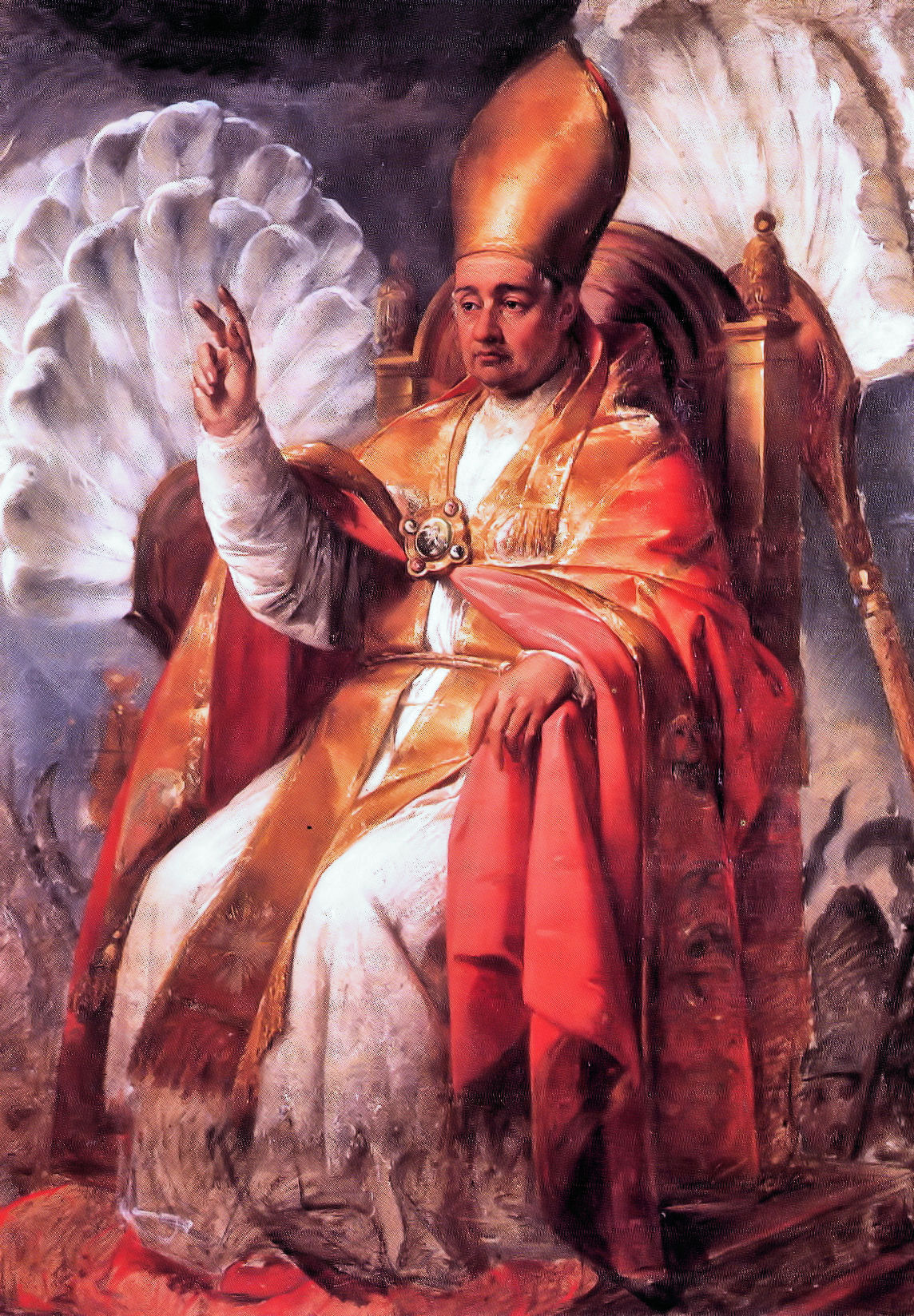
Francesco Podesti, Gregorio XVI sulla sedia gestatoria (1834 ca.); olio su tela, 196x147 cm, Musei Vaticani

Gli anni del suo pontificato furono segnati dal rapido svilupparsi e diffondersi di quelle idee ultramontane che vennero infine formulate, sotto la presidenza del suo successore, Pio IX, dal Concilio Vaticano I. Circa le beatificazioni e le canonizzazioni, si ricorda che, il 7 aprile 1843, Gregorio XVI approvò il culto di Camilla Battista da Varano.
Sotto il suo pontificato fu affrontato con convinzione il problema della schiavitù, ancora fortemente presente soprattutto nelle Americhe. Il 3 dicembre 1839, con il breve apostolico In supremo apostolatus, Gregorio XVI condannò la schiavitù come "delitto", ribadendo il magistero dei suoi predecessori. Inoltre, attraverso i brevi apostolici Summo iugiter studio (1832) e Quas vestro (1841), trattò il tema del matrimonio tra persone cattoliche e acattoliche, con particolare riferimento alla situazione ungherese. Si adoperò anche per rafforzare l'attività missionaria, a cui dedicò il breve Probe nostis (18 settembre 1840).

### Morte e sepoltura
Il 20 maggio 1846 sentì che la sua salute stava peggiorando. Qualche giorno dopo si ammalò con macchie dovute all'erisipela che gli coprivano il viso. Anche se non si pensò che il primo attacco fosse una malattia grave, il 31 maggio le forze gli vennero meno e la sua fine apparve vicina. Morì il 1º giugno 1846 dopo diversi attacchi di erisipela. Due attendenti erano accanto al suo letto al momento della morte. Dopo il funerale venne sepolto nella Basilica di San Pietro.

## Patrono di arti e scienze
Personaggio erudito di notevole spessore, Gregorio XVI fondò tre musei: 
- Museo gregoriano egizio;
- Museo gregoriano etrusco, per raccogliere le opere che all'inizio dell'Ottocento venivano scoperte con scavi archeologici nelle città dell'Etruria che erano parte dello Stato Pontificio;
- Museo gregoriano profano, oggi Museo Lateranense.

Inoltre diede nuovo impulso agli studi superiori ecclesiastici della Pontificia Università Gregoriana (sorta in memoria del predecessore Gregorio XIII.

Il pontefice infine tolse dall'Indice le tesi eliocentriste di Galileo Galilei.

## Diocesi erette da Gregorio XVI
Durante il suo pontificato Gregorio XVI eresse oltre 60 diocesi. Alcune tra le più rappresentative furono:
- Negli Stati Uniti d'America (dove la popolazione cattolica crebbe da trentamila nel 1776 a oltre un milione in cinquant'anni): Chicago, Detroit, Indianapolis, Milwaukee, Pittsburgh;
- In Inghilterra e Galles: Liverpool, Northampton, Cardiff;
- In Canada: Montréal, Toronto;
- In Australia e Nuova Zelanda: Sydney, Perth, Adelaide, Hobart, Auckland;
- In Cina e Giappone: Nanyang, Jinan, Hong Kong, Tokyo;
- In India e nel Sud-est asiatico: Calcutta, Colombo, Bangkok, Saigon, Seul;
- In Africa: Khartoum, Antananarivo.

## Concistori per la creazione di nuovi cardinali
Papa Gregorio XVI durante il suo pontificato creò 75 cardinali nel corso di 24 distinti concistori.

## Encicliche del pontificato
Papa Gregorio XVI scrisse 9 encicliche tra il 1831 e il 1846. In ordine cronologico:
- I Quel Dio - 5 aprile 1831
- II Le armi valorose - 12 luglio 1831
- III Cum primum - 9 giugno 1832
- IV Mirari vos - 15 agosto 1832
- V Singulari nos - 25 giugno 1834
- VI Commissum divinitus - 17 maggio 1835
- VII Augustissimam beatissimi - 21 dicembre 1840
- VIII Inter ea - 1º aprile 1842
- IX Inter praecipuas - 8 maggio 1844

## Altre pubblicazioni
- Gregorio XVI. Miscellanea commemorativa, Parte prima, Parte seconda, Roma, 1948.
- (LA)  Dissertatio de administratione rerum publicarum.
- (LA)  Hispellum.
- (LA)  Ecclesiae alumni.

## Genealogia episcopale e successione apostolica
La genealogia episcopale è:
- Cardinale Scipione Rebiba
- Cardinale Giulio Antonio Santori
- Cardinale Girolamo Bernerio, O.P.
- Arcivescovo Galeazzo Sanvitale
- Cardinale Ludovico Ludovisi
- Cardinale Luigi Caetani
- Cardinale Ulderico Carpegna
- Cardinale Paluzzo Paluzzi Altieri degli Albertoni
- Papa Benedetto XIII
- Papa Benedetto XIV
- Papa Clemente XIII
- Cardinale Giovanni Carlo Boschi
- Cardinale Bartolomeo Pacca
- Papa Gregorio XVI

La successione apostolica è:
- Cardinale Lodovico Altieri (1836)
- Patriarca Antonio Maria Traversi (1836)
- Cardinale Karl August von Reisach (1836)
- Cardinale Castruccio Castracane degli Antelminelli (1844)
- Cardinale Niccola Clarelli Parracciani (1844)
- Cardinale Paolo Polidori (1844)
- Cardinale Antonio Maria Cagiano de Azevedo (1844)

## Onorificenze
Il papa è sovrano degli ordini pontifici della Santa Sede mentre il Gran magistero delle singole onorificenze può essere mantenuto direttamente dal pontefice o concesso a una persona di fiducia, solitamente un cardinale.